# Vitreorana ritae
Vitreorana ritae és una espècie de granota. Va ser descrita com Centrolene ritae per Bertha Lutz el 1952.
Va ser classificada com a Cochranella ritae el 1991. La classificació taxonòmica va ser moguda i altres sinònims són Centrolenella oyampiensis, Centrolenella ritae, Centrolenella ametarsia, Cochranella ametarsia, Cochranella oyampiensis, Vitreorana oyampiensis.
Viu i es reprodueix al llarg dels rius i rierols del bosc tropical de les terres baixes. Pon els ous a la vegetació sobre els cursos d'aigua, des d'on les larvescauen i completen el seu desenvolupament.

## Distribució
Se l'ha observat entre d'altres a dues localitats de les terres baixes amazòniques (per sota dels 300 m d'altitud) de la província d'Orellana, a l'est de l'Equador; Amazonas, Colòmbia, Loreto al Perú amazònic) i al Departament de Pando a Bolívia; l'est de Surinam, la Guaiana Francesa i al Brasil.
No hi ha grans amenaces; és una espècie molt estesa amb capacitat d'adaptar-se i amb prou hàbitats convenients. Hi ha una pèrdua localitzada d'hàbitat a causa d'activitats humanes generals com la desforestació, la urbanització i l'agricultura.